# Thanh Vân Chí
Thanh Lâu Chế  (Tiếng Trung Quốc:青云志, tiếng Anh: Noble Aspirations) là một bộ phim truyền hình Trung Quốc được sản xuất vào năm 2016, mượn tên nhân vật và một số địa danh từ tiểu thuyết tiên hiệp nổi tiếng Tru Tiên của nhà văn Tiêu Đỉnh (萧 鼎), tuy nhiên nội dung hoàn toàn khác biệt so với truyện gốc, có thể xem như một bộ fanfic không liên quan đến truyện. Bộ phim được mua bản quyền và sản xuất bởi Hoan Thụy Thế Kỷ, với sự tham gia của Lý Dịch Phong, Triệu Lệ Dĩnh, Dương Tử, Thành Nghị, Thư Sướng, Tần Tuấn Kiệt và một số diễn viên khác.
Phần đầu tiên được phát sóng từ ngày 31 tháng 7 đến ngày 8 tháng 11 năm 2016 trên đài Hồ Nam. Phần thứ hai được công chiếu vào ngày 8 tháng 12 năm 2016 trên Tencent Video.
Tại Việt Nam, phim được phát sóng trên VTV3 từ 13 tháng 9 đến 25 tháng 11, 2017.

## Nội dung

#### Phần một
Nhân vật chính Trương Tiểu Phàm (Lý Dịch Phong) sống ở thôn Thảo Miếu, một ngôi làng nhỏ bên dưới chân núi Thanh Vân Môn. Bạn thân của cậu là Lâm Kinh Vũ (Thành Nghị). Trương Tiểu Phàm vốn ngốc nghếch kém cỏi, không thông minh lanh lợi. Một ngày nọ, Tiểu Phàm vô tình gặp được Phổ Trí - một trong Tứ Đại Thần Tăng của Thiên Âm Các và được cứu thoát khi bị Kinh Vũ vô ý bóp cổ. Đêm xuống, Lâm Kinh Vũ bị một hắc y nhân bắt đi, được Phổ Trí ra tay giải cứu nhưng lại bị trúng độc của Thất Vỹ Ngô Công - con rết cực độc trong Thiên hạ. Trương Tiểu Phàm vô tình có mặt và chứng kiến màn giao đấu giữa Phổ Trí và hắc y nhân bí ẩn nọ. Phổ Trí kinh ngạc khi hắc y nhân dùng Thần Kiếm Ngự Lôi Chân Quyết của Thanh Vân môn đánh tới, nhưng vẫn gắng gượng dùng Đại Phạm Bát Nhã của Thiên Âm Các chống đỡ, đánh thương hắc y nhân, nhưng bản thân cũng sức tàn lực kiệt, chỉ còn chờ chết. Lúc sắp qua đời, Phổ Trí vẫn day dứt vì nguyện ước thống nhất sở học của hai đại môn phái nhằm tìm ra phương thức trường sinh bất lão chưa thành, liền nghĩ ra cách dạy khẩu quyết Đại Phạm Bát Nhã cho một trong hai đứa trẻ, hi vọng Thanh Vân Môn sẽ thu nạp, sau này có thể kết hợp tuyệt nghệ của cả hai đại môn pháp, giải đáp được bí ẩn về sự trường thọ. Sau một hồi đắn đo, Phổ Trí chọn Trương Tiểu Phàm vì thấy cậu thật thà, tâm tính kiên định, không quá thông minh dẫn đến dễ bị chú ý như Lâm Kinh Vũ. Sau khi dạy khẩu quyết luyện công xong Phổ Trí đánh ngất Trương Tiểu Phàm.
Sáng hôm sau, Tiểu Phàm tỉnh dậy đánh thức Kinh Vũ cùng trở về thôn. Nhưng vừa đến cửa thôn, cả hai đều kinh hãi khi thấy thôn dân đã bị giết sạch. Điền Bất Dịch - thủ tọa Đại Trúc Phong của Thanh Vân Môn, đi qua biết chuyện liền đưa cả hai lên Thanh Vân Môn. Tại Thông Thiên Phong, Lâm Kinh Vũ vì thông minh, lanh lợi nên được Thương Tùng Đạo Nhân - thủ tọa chi phái Long Thủ Phong thu nhận; Trương Tiểu Phàm vì không ai muốn nhận nên Đạo Huyền bèn ép Điền Bất Dịch thu nhận cậu. Đại Trúc Phong trước Trương Tiểu Phàm chỉ có 6 đồ đệ, do Điền Bất Dịch và phu nhân là Tô Như đứng đầu. Hai người có 1 cô con gái là Điền Linh Nhi (Đường Nghệ Hân), sớm trở thành người tình trong mộng của Trương Tiểu Phàm. Tuy nhiên mối tình này được Tiểu Phàm giữ kín trong lòng. Trương Tiểu Phàm âm thầm tập luyện cả Đại Phạm Bát Nhã và Thái Cực Huyền Thanh Đạo theo ước nguyện của Phổ Trí, hai phép luyện công này hoàn toàn khác nhau, nếu không muốn nói là hoàn toàn trái ngược về đường lối, nên Tiểu Phàm tiến triển vô cùng chậm chạp, kém xa các huynh đệ đồng môn. Cùng lúc này Lâm Kinh Vũ đã nhanh chóng vươn lên trở thành ngôi sao mới nổi của Thanh Vân Môn. Trong một lần trốn xuống núi cùng Điền Linh Nhi, tại Hà Dương thành, Tiểu Phàm tình cờ gặp được Bích Dao (Triệu Lệ Dĩnh) - con gái của Quỷ Vương Tông chủ, quen được Tăng Thư Thư - con trai của Tăng Thúc Thường, thủ tọa Phong Hồi Phong cũng như Lục Tuyết Kỳ (Dương Tử) - đệ nhất mỹ nhân Thanh Vân Môn, đệ tử của Tiểu Trúc Phong và gặp lại cả Lâm Kinh Vũ. Do kỳ duyên, Tiểu Phàm vô tình gặp được cây gậy Nhiếp Hồn, là tà vật chí hung trong thiên hạ, Phệ Huyết Châu hút máu của Tiểu Phàm để giao đấu với Nhiếp Hồn, sau đó nhờ máu mà kết hợp lại với nhau. Tiểu Phàm cũng đồng thời thu nhận linh thú Tam Nhãn Linh Hầu, đặt tên là Tiểu Hôi.
Niên Lão Đại bắt cóc Điền Linh Nhi và người nhà của đệ tử Thanh Vân nhằm đổi lấy Phệ Huyết Châu - pháp bảo của Hắc Tâm Lão Nhân Luyện Huyết Đường. Thanh Vân nhanh chóng đưa người đi giải cứu, được sự trợ giúp của Bích Dao mà tiêu diệt được Niên Lão Đại.
Theo thông lệ, Thanh Vân Môn mở kỳ Thất Mạch Hội Võ 60 năm một lần để chọn ra các đệ tử xuất sắc nhất của môn phái. Theo quy định mới, các chi phái sẽ đưa ra 9 đệ tử tham dự đại hội. Tề Hạo cùng Lâm Kinh Vũ từ Long Thủ Phong sang Đại Trúc Phong thông báo điều này cho Điền Bất Dịch. Đại Trúc Phong do ít người nên chỉ cử ra được 8 người, dẫn đến đại hội thiếu người, một người được đặc cách miễn đấu vòng ngoài. Trương Tiểu Phàm lại là người bốc trúng lá thăm may mắn đó. Lúc giao đấu, nhờ sức mạnh kì lạ của Phệ Huyết Châu và Nhiếp Hồn (lúc này tạm gọi là Thiêu Hỏa Côn) cùng với nội công độc đáo Đạo - Phật kết hợp với sự may mắn kì lạ, Tiểu Phàm thắng liên tiếp và lọt vào hàng Tứ cường. Tại vòng này, y đấu với Lục Tuyết Kỳ - nữ đệ tử nhiều triển vọng của Tiểu Trúc Phong, sử dụng Thiên Gia thần kiếm, vũ khí thần binh nổi tiếng của chính đạo và là khắc tinh của Phệ Huyết Châu. Lục Tuyết Kỳ giúp Tiểu Phàm giải trừ tâm ma trong người. Bốn người chiến thắng là Lâm Kinh Vũ, Tăng Thư Thư, Lục Tuyết Kỳ và Trương Tiểu Phàm được truyền cho Thần công trong Cửu Nghi Đỉnh và được phái đi điều tra ma giáo ở Không Tang Sơn.
Nhóm của Tiểu Phàm phá tan âm mưu của Trường Sinh Đường và Độc Công tử Tần Vô Viêm, bảo vệ được thành Du Đô, tìm được Vạn Bức Cổ Vật. Trương Tiểu Phàm ra sức bảo vệ Lục Tuyết Kỳ khi cả hai bị lạc khỏi nhóm và bị tấn công bởi các âm hồn trong Bích Hỏa Thiên Băng. Một lần nữa, Tiểu Phàm gặp lại Bích Dao tại Vô Tình Hải, cả hai bị tấn công bởi Hắc Thủy Huyền Xà nhưng Tiểu Phàm lại lừa được nó tấn công Tần Vô Viêm. Nhờ có pháp bảo Thiêu Hỏa Côn, hai người tiến vào được Tích Huyết Động và tìm được Thiên Thư đệ nhất quyển - kinh điển của Ma giáo, lấy được pháp bảo Hợp Hoan Linh, cũng như Si Tình Chú của Hợp Hoan Phái. Tiểu Phàm bị Quỷ Tiên Sinh lợi dụng làm tế phẩm để hồi sinh Thú Thần. Vệ lão Thành chủ vì phong ấn lại Thú Thần mà hóa đá. Tăng Thư Thư vì là cháu ngoại của Thành chủ, nên tạm thời tiếp nhận chức Thành chủ thành Du Đô.
Ma giáo tập trung tại Lưu Ba Sơn, bày ra trận pháp nhằm bắt cự thú Quỳ Ngưu. Bên chính đạo gồm Thanh Vân Môn và Phần Hương Cốc cũng có mặt. Tại đây, vì bảo vệ Điền Linh Nhi và mọi người mà Tiểu Phàm đã sử dụng Đại Phạm Bát Nhã của Thiên Âm Các. Trở về Thanh Vân, sau khi điều trị thương tích, Tiểu Phàm được Pháp Tướng bí mật đưa đi khỏi Thanh Vân Môn, được Phổ Hoằng Đại Sư cho biết về chân tướng thảm án tại Thảo Miếu thôn năm xưa là do Phổ Trí gây ra. Tiểu Phàm tha tội và giải thoát cho Phổ Trí khỏi sự dày vò của tâm ma. Bất chấp lời khuyên bảo của Phổ Hoằng, Tiểu Phàm vẫn trở về Thanh Vân vào đúng ngày Tam Phái Hội Thẩm. Trong lúc này, tứ đại Tông chủ Ma Giáo cũng đang tập trung lực lượng, chuẩn bị ồ ạt tấn công Thanh Vân nhằm báo thù xưa, Lâm Kinh Vũ vô tình phát hiện bí mật của Thương Tùng Đạo Nhân và bị ông ta nhốt tại Ảo Nguyệt Động Phủ. Vương Nhị Thúc - người duy nhất còn sống sót sau thảm án Thảo Miếu thôn chỉ ra người của Thiên Âm Các, Phổ Không Đại Sư bèn tiết lộ về chân tướng thảm án năm đó và nguồn gốc Đại Phạm Bát Nhã trên người Trương Tiểu Phàm. Đạo Huyền Chân Nhân bất ngờ bị ám toán bằng Thất Vỹ Ngô Công, lại bị Thương Tùng đâm một dao trọng thương. Ma Giáo tấn công Thanh Vân, trong tình thế cấp bách, Điền Bất Dịch phá tan Hồng Kiều chặn đường tiến vào Thông Thiên Phong. Ma Giáo một lần nữa tấn công lên Thông Thiên Phong, nhưng bị Đạo Huyền huy động Tru Tiên Kiếm trận đánh lui. Bích Dao muốn dẫn theo Tiểu Phàm, nhưng bị Đạo Huyền dùng Tru Tiên Kiếm đâm xuống, Bích Dao liều mình dùng Si Tình Chú đỡ đòn cho y, nhờ có Hợp Hoan Linh nhiếp lại một hồn nên không chết nhưng lại hôn mê vĩnh viễn.

#### Phần hai
Sau khi Bích Dao dùng Si Tình Chú để bảo vệ Tiểu Phàm thì liền hôn mê vĩnh viễn. Cảm thấy hối hận với Bích Dao, Tiểu Phàm quyết định dành cả cuộc đời mình để tìm cách cứu cô. Tiểu Phàm quyết định gia nhập phe của Quỷ Vương Tông và trở thành cánh tay phải của Quỷ Vương Tông chủ, được ban danh Quỷ Lệ, còn được gọi là Huyết công tử - một trong Tam công tử Ma giáo. Vừa ôm hận thù, vừa báo đền ân nghĩa của Bích Dao, Trương Tiểu Phàm đã sa vào ma đạo, trở thành một ma đầu giết người không gớm tay, sống với mục đích duy nhất: tìm cách cứu tỉnh Bích Dao khỏi hàn băng thạch.

## Diễn viên

### Tuyến nhân vật chính
| Diễn viên      | Nhân vật            | Giới thiệu |
| -------------- | ------------------- | --- |
| Lý Dịch Phong  | Trương Tiểu Phàm    | Trương Tiểu Phàm là nhân vật chính, cũng là linh hồn của bộ phim. Tính cách cậu kiên quyết quật cường, trọng tình trọng nghĩa, có duyên tu được Thiên Thư công pháp đệ nhất thiên hạ, là người duy nhất đương thời luyện được công pháp cả ba nhà Phật, Đạo, Ma. Thuở nhỏ tình cờ gặp được cao tăng Thiên Âm Các Phổ Trí, được truyền cho công pháp Đại Phàm Bát Nhã và Phệ Huyết Châu, thế nhưng lại gặp họa diệt thôn, cùng Lâm Kinh Vũ lấy thân phận cô nhi gia nhập Thanh Vân Môn. Tiểu Phàm tư chất không tốt bằng Lâm Kinh Vũ, không nhận được sự yêu thích của sư trưởng, cuối cùng gia nhập Đại Trúc Phong do Điền Bất Dịch làm thủ tọa, cũng thầm yêu sư tỷ thanh mai trúc mã Điền Linh Nhi. Trong một lần tình cờ, hắn gặp được tam nhãn linh hầu Tiểu Hôi, đồng thời phát hiện được Nhiếp Hồn Bổng, lấy máu Tiểu Phàm làm vật dẫn, cùng Phệ Huyết Châu hợp thành Phệ Hồn, hay còn gọi là Thiêu Hỏa Côn. Trương Tiểu Phàm ở Thất Mạch hội võ nhờ vào may mắn cùng Phệ hồn mà đạt được thứ hạng xuất sắc, kết giao với Tăng Thư Thư - đệ tử Phong Hồi Phong, đồng thời còn bất ngờ gặp được nữ đệ tử mỹ lệ tuyệt thế của Tiểu Trúc Phong – Lục Tuyết Kỳ. Trong trận bán kết, lại được Lục Tuyết Kỳ giúp xóa bỏ tâm ma đeo bám bấy lâu. Tại thành Du Đô, nhờ trí thông minh và lòng dũng cảm mà lần lượt phá tan âm mưu của Trường Sinh Đường và Vạn Độc Môn, bảo vệ được thành Du Đô thoát khỏi tay Ma giáo. Ở Vạn Bức Cổ Quật, Trương Tiểu Phàm và Lục Tuyết Kỳ tương cứu lẫn nhau tại Bích Hỏa Thiên Băng. Ở dưới đáy vực ấy, lần đầu tiên cậu nắm tay một người con gái, sinh tử gắn bó không rời, bắt đầu mơ hồ nảy sinh tình cảm, về sau bị thất lạc nhau do bị Hắc Thủy Huyền Xà bất ngờ công kích. Tiểu Phàm cùng Bích Dao bị đẩy vào Tích Huyết Động, mấy ngày sống nương tựa lẫn nhau, phát hiện thiên thư quyển thứ nhất được khắc trên thạch bích. Rời khỏi Tích Huyết Động, Tiểu Phàm lại lên đường đến Tiểu Trì trấn, tìm được Huyền Hỏa Giám của Phần Hương Cốc, nỗ lực giải cứu cho Lục Vỹ nhưng bất thành. Tại Lưu Ba Sơn, vì cứu Điền Linh Nhi mà Trương Tiểu Phàm lộ ra bí mật tu luyện công pháp Thiên Âm Tự và pháp bảo chí tà của ma giáo Phệ Huyết Châu. Thanh Vân tiến hành thẩm vấn, Pháp Tướng lúc này nói ra chân tướng của vụ án đồ thôn năm xưa. Bị ảnh hưởng của lệ khí từ Phệ Huyết Châu mấy năm qua, Trương Tiểu Phàm lâm vào điên cuồng, tràn ngập tà khí. Lúc này con gái Quỷ Vương là Bích Dao xuất hiện, muốn mang Trương Tiểu Phàm đi, khiến chính đạo không khỏi hoài nghi, lại thêm Ma giáo đem quân tấn công, Đạo Huyền lo lắng Tiểu Phàm bị ma giáo sử dụng, di họa thương sinh, liền đem Tru Tiên kiếm chém về phía Tiểu Phàm. Bích Dao dùng si tình chú cứu đỡ Tru Tiên Kiếm hồn phi phách tán. Quỷ Vương đem Tiểu Phàm đi khỏi Thanh Vân Sơn, trở thành phó tông chủ của Quỷ Vương Tông. Từ đây tích cách đại biến, lạnh lùng khát máu, được tôn xưng Huyết công tử, đổi tên Quỷ Lệ. Trương Tiểu Phàm số phận gập ghềnh, nửa đời giằng xé giữa cừu hận, ân tình, ái tình, thân tình. Hắn từ một thiếu niên bình thường bị xô đẩy lên con đường tu tiên. Trong lúc khổ sở cực độ may mắn gia nhập Thanh Vân, thế nhưng lại vì tư chất kém mà bị sư phụ lạnh nhạt. Hắn sống chết bảo vệ bí mật cho Phổ Trí nhưng không ngờ rằng đó chính là kẻ thù của mình. Cuộc đời hắn với ba người con gái Lục Tuyết Kỳ, Bích Dao và mối tình đầu Điền Linh Nhi, cảm tình lần lượt biến hóa. Si mê sư tỷ lại phải giương mắt đứng nhìn người thương đi yêu kẻ khác, gặp gỡ Tuyết Kỳ nảy sinh tình cảm nhưng chưa kịp phát triển đã vội bị tách ra, cảm mến Bích Dao chưa kịp bộc bạch thì người đã ra đi. Mười năm nhuộm máu, bôn ba tìm cách cứu tỉnh Bích Dao vẫn không có kết quả. |
| Triệu Lệ Dĩnh  | Bích Dao            | Bích Dao là nhân vật nữ chính của bộ phim Thanh Vân Chí. Nàng được miêu tả là một thiếu nữ tuyệt sắc, dung mạo kinh nhân và vẻ đẹp không hề thua kém Lục Tuyết Kỳ, tính tình lại phóng khoáng, hoạt bát, lanh lợi và vô cùng thông minh. Nàng được xem là Lục Y Tiên Tử vì luôn mang trên mình y phục xanh lục. Là con gái duy nhất của Quỷ Vương - một trong tứ đại thánh giáo trong Ma Giới nên nàng rất được kính trọng và yêu quý trong giới ma giáo. Bích Dao được Quỷ Vương hết mực thương yêu và đích thân làm ra pháp bảo Thương Tâm Kỳ Hoa cho riêng nàng. Tuy nhiên vì ký ức đau thương lúc nhỏ nên Bích Dao luôn cảm thấy có lỗi với mẹ và không nhận ra sự yêu thương của cha mình. Bích Dao gặp Tiểu Phàm lần đầu tại Hà Dương thành khi cậu cùng sư tỷ Điền Linh Nhi trốn xuống núi dạo chơi. Trên đường tìm kiếm tung tích của Niên Lão Đại để trả thù cho mẹ, vô tình giúp đỡ các đệ tử Thanh Vân, rồi lại cùng nhau tiêu diệt Niên Lão Đại. Tại Du Đô, vì giúp Tiểu Phàm mà phá vỡ kế hoạch của Trường Sinh Đường. Khi ở Tử Linh Uyên, nàng gặp lại Trương Tiểu Phàm nhưng không may gặp phải ma thú Hắc Thủy Huyền Xà tại Vô Tình Hải. Sau khi bị Hắc Thủy Huyền Xà tấn công, nàng lạc mất U Cơ và đệ tử ma giáo đi cùng nhưng cứu được Trương Tiểu Phàm và cùng hắn tiến vào một động nhỏ không lối thoát, không ngờ động này lại dẫn đến Tích Huyết Động. Bích Dao và Trương Tiểu Phàm bị nhốt tại Tích Huyết Động, nhưng nhờ sự tài trí và vốn hiểu biết, Bích Dao đã mở thông được các bí đạo, tìm thấy được Thiên Thư quyển thứ nhất và pháp bảo Hợp Hoan Linh. Trải qua những ngày tháng trong Tích Huyết Động, cả hai đều nếm trải đói khát, tuyệt vọng và cả những tra tấn ập đến. Bích Dao và Tiểu Phàm cùng chăm sóc lẫn nhau. Cũng nhờ Tiểu Phàm mà Bích Dao đã gỡ được nút thắt trong lòng với cha mình. Tình cảm của hai người cũng nảy sinh từ đây dù họ chưa hề nhận ra. Về sau, khi Tiểu Phàm thi triển Đại Phạm Ban Nhược để cứu sư tỷ Điền Linh Nhi, Tiểu Phàm đã bị Thanh Vân Môn tra hỏi khi học lén chân quyết của môn phái khác. Trước ngày xét xử, Bích Dao đã đến gặp Tiểu Phàm tại rừng trúc ở Đại Trúc Phong. Nàng thổ lộ tâm ý, muốn cùng Tiểu Phàm đi tới chân trời góc bể. Tiểu Phàm trong lòng dao động nhưng vì sư môn, vì ân dưỡng dục của sư phụ sư nương mà đã không muốn rời khỏi Thanh Vân Môn. Ma giáo lần nữa lại đánh vào Ngọc Thanh Điện, Đạo Huyền Chân Nhân đã dùng Tru Tiên kiếm trận diệt Ma giáo và tru sát Trương Tiểu Phàm. Bích Dao đã dùng Si Tình Chú để chống lại Tru Tiên kiếm. Tiểu Phàm đau đớn cực độ, cố gắng lao vào ngăn Bích Dao nhưng không thể, mắt nhỏ lệ huyết bất lực nhìn nàng rơi xuống. Sau khi dùng lệ chú, tam hồn thất phách của Bích Dao theo đó mãi mãi tiêu tan, nhờ có Hợp Hoan Linh mà hồn phách cuối cùng của Bích Dao được giữ lại và thân thể không bị hủy đi. Nàng được đưa về Hồ Kỳ Sơn nằm trên Hàn Băng Thạch Thất. |
| Dương Tử       | Lục Tuyết Kỳ        | Lục Tuyết Kỳ là nhân vật nữ thứ trong Thanh Vân Chí. Dung nhan thanh lệ thoát tục, bạch y tha thướt, mang bên mình tiên kiếm tỏa lam sắc, tóc đen bay trong gió, một thân tiên phong hiệp cốt, trường kiếm ngạo giang hồ, được ví như Cửu Thiên Tiên Tử hạ phàm. Nàng là đệ tử được Thủy Nguyệt Đại Sư sủng ái nhất, được ban tặng Thiên Gia thần kiếm. Khí chất thoát tục, thanh lệ tựa thiên tiên như hàn băng tuyết trắng, vừa mạnh mẽ vừa thông tuệ, không thích nhiều lời. Lục Tuyết Kỳ có tư chất cực cao, tu vi thâm hậu, là nhân tài bậc nhất trong số những đệ tử cùng lứa ở Thanh Vân Môn, phải lòng Trương Tiểu Phàm nhưng lại vì chính tà bất lưỡng lập mà đau khổ dằn vặt. Lục Tuyết Kỳ trong sáng như tuyết đầu mùa, thanh lệ vô song, trầm tĩnh mạnh mẽ, thấu hiểu lòng người, chí tính chí nghĩa. Vào lần đầu tiên nàng xuất hiện, chỉ thấy một thân bạch y đứng yên tĩnh sau lưng sư phụ, ánh mắt lạnh lùng, không nói câu nào. Chỉ cần nàng liếc mắt một cái cũng có thể khiến cho nam chính Trương Tiểu Phàm phải đỏ mặt. Nàng chính là loại người không cần đến lời nói cũng có thể thu hút vô số ánh nhìn của người khác. Trong Thất Mạch Võ Hội, nàng gây ấn tượng là một mỹ nhân xinh đẹp nhưng rất lạnh lùng, cao ngạo, ra tay vô tình, không chịu khuất phục. Sau này cùng Trương Tiểu Phàm hạ sơn, nàng mới dần dần bộc lộ tính cách vốn có của mình: cẩn thận, tri ân, lương thiện, và cả nét đơn thuần đáng yêu của một người con gái. Lúc đầu, người ta nghĩ rằng Lục Tuyết Kỳ là người lạnh lùng, mạnh mẽ, hiếu thắng. Lục Tuyết Kỳ là kiểu người hướng nội, mặc dù không giỏi nói chuyện, nhưng là một người con gái cực kỳ thông minh. Những lúc tức giận hay mềm yếu, nàng đều không hề bộc lộ ra bên ngoài. Vũ khí sử dụng của nàng là Thiên Gia Thần Kiếm, gọi tắt là Thiên Gia, là cửu thiên thần binh – bảo vật của tiên gia trong truyền thuyết. Vỏ kiếm chuôi kiếm đều ánh lên sắc xanh da trời, màu sắc sáng rõ, mơ hồ có lưu quang không ngừng dao động. Bên trong ẩn chứa chính khí mang lại điềm lành, có thể hóa giải hắc khí quỷ dị khi bị Tru Tiên Kiếm phản phệ. Ma giáo rục rịch, nàng cùng các đệ tử chính đạo hạ sơn, xông vào Vạn Bức Cổ Quật ở Không Tang Sơn đụng độ Ma giáo. Tiểu Phàm vì cứu Tuyết Kỳ tương cứu lẫn nhau tại Bích Hỏa Thiên Băng, cùng nhau đối kháng âm linh. Hai tay nắm chặt tay, nhiều lần cùng trải qua sinh tử. Mười năm sau, Lục Tuyết Kỳ hạ sơn đến Tử Trạch tìm kiếm dị bảo, tại đây nàng gặp lại Trương Tiểu Phàm – lúc này đã là Huyết Công Tử Quỷ Lệ của Ma Giáo. Trong Tử Trạch, nàng cùng Trương Tiểu Phàm giằng co nhưng cuối cùng vẫn không hề động thủ. Lục Tuyết Kỳ gọi Quỷ Lệ trở về, Quỷ Lệ cảm thấy mình như được trở lại là Trương Tiểu Phàm ngày xưa nhưng vẫn trốn tránh không đáp. |
| Thành Nghị     | Lâm Kinh Vũ         | Tư chất vượt trội, căn cốt kỳ giai. Là bạn thuở nhỏ của Trương Tiểu Phàm, cùng nhau trải qua thảm họa diệt thôn, được Thanh Vân Môn thu nhận, bái sư Thương Tùng Đạo Nhân của Long Thủ Phong. Sau được Vạn Kiếm Nhất chỉ dạy, vận dụng Trảm Long Kiếm vô cùng thông thạo. |
| Tần Tuấn Kiêt  | Tăng Thư Thư        | Con trai duy nhất của thủ tọa Phong Hồi Phong Tăng Thúc Thường. Tính tình hoạt bát cơ trí, thích thu thập kỳ trân dị bảo. Tại Thất Mạch Hội Võ, nhờ Tam Nhãn Linh Hầu mà quen biết Trương Tiểu Phàm, kết làm bạn tốt. Vẫn một mực yêu thích Tiểu Hôi, từng muốn lấy Xuân Cung Đồ để trao đổi lấy Tiểu Hôi. Thích mỹ nữ, bị Tiểu Phàm cho là "sắc lang". Sau khi Tiểu Phàm nhập vào ma đạo vẫn đối với Tiểu Phàm như trước. Pháp bảo: Hiên Viên Kiếm. |
| Đường Nghệ Hân | Điền Linh Nhi       | Con gái duy nhất của Điền Bất Dịch và Tô Như, thông minh vô cùng, tư chất hơn người, từ nhỏ cùng Trương Tiểu Phàm cùng nhau lớn lên, là người Trương Tiểu Phàm thầm mến khi còn là thiếu niên. Cô yêu mến và bảo vệ Trương Tiểu Phàm, coi hắn như đệ đệ, cuối cùng gả cho Tề Hạo. Pháp bảo: Hổ Phách Chu Lăng. |
| Trịnh Quốc Lâm | Tống Đại Nhân       | Đại Trúc Phong môn hạ Đại đệ tử, hiền lành chất phác. Pháp bảo: Thập Hổ Kiếm. |
| Hà Trung Hoa   | Đạo Huyền Chân Nhân | Chưởng môn nhân Thanh Vân Môn, đồng thời là thủ tọa chi trưởng của Thanh Vân Môn thất mạch, Thông Thiên Phong. Đạo pháp thông huyền, thâm bất khả trắc, là lãnh tụ chính đạo thiên hạ. |
| Huỳnh Hải Băng | Vạn Kiếm Nhất       | Là một nhân vật bí ẩn, không rõ lai lịch, chỉ biết là một trong hai để tử xuất sắc nhất của Thanh Vân Môn lúc đương thời. Ông là một trong thập bát đại đệ tử của Thanh Vân Môn thế hệ trước, thuộc Thông Thiên Phong, là sư đệ của chưởng môn Đạo Huyền chân nhân, cũng chính là nhị sư huynh của Điền Bất Dịch, Tô Như, Thủy Nguyệt Đại Sư, Thương Tùng đạo nhân,... Năm xưa Vạn Kiếm Nhất đã ra sức giúp đỡ các sư đệ đồng môn có tư chất tiến bộ rất mau khiến trong lòng họ có sự cảm phục không thôi. Một trăm năm trước thời của Trương Tiểu Phàm, ông đại triển thần công dẫn bốn sư huynh đệ đột phá Man Hoang Thánh điện của Ma giáo tung hoành ngang dọc thành huyền thoại, trở thành huyền thoại của Thanh Vân Môn, cùng với Đạo Huyền xưng danh "Thanh Vân Song Kiêu". Thời trẻ Vạn Kiếm Nhất từng được đệ tử Tiểu Trúc Phong Thủy Nguyệt lẫn ma giáo thánh sứ U Cơ ái mộ, nhưng ông lại phải lòng sư muội Tô Như. Sau này biết chuyện giữa Tô Như và Điền Bất Dịch, tuy rằng thương tâm nhưng vẫn chúc phúc hai người. Cuối cùng do sư phụ của Đạo Huyền Chân Nhân và Vạn Kiếm Nhất sau khi dùng Tru tiên cổ kiếm thi triển Tru tiên kiếm trận đẩy lùi Ma giáo bị lệ khí của thanh thần kiếm trứ danh này ảnh hưởng hóa điên. Đạo Huyền và Vạn Kiếm Nhất là hai đệ tử xuất sắc hết sức quỳ lạy van xin sư phụ mau hồi tỉnh, cuối cùng Đạo Huyền dùng hết công lực khóa hai tay sư phụ để Vạn Kiếm Nhất thực hiện nghi thức "Thí Sư" tránh sư phụ hóa điên gây họa nhân gian với thần kiếm tru tiên. Chính vì việc này mà Vạn Kiếm Nhất đứng ra nhận hết tội trạng bị phạt tội chết nhưng lại được đại sư huynh là Đạo Huyền chân nhân âm thầm cứu thoát được và trở thành một người vô danh quét dọn nhà thờ tổ. Vì yêu thích tài năng mà ông đã truyền thụ sở học đời mình cho Lâm Kinh Vũ. |
| Trần Trạch Vũ  | Tề Hạo              | Đệ tử đắc ý của thủ tọa Long Thủ Phong Thương Tùng Đạo Nhân, đạo hạnh thâm hậu, là nhân tài kiệt xuất trong thế hệ trẻ của Thanh Vân Môn. Sau khi Thương Tùng Đạo Nhân phản bội, được đề cử làm thủ tọa Long Thủ Phong. |

### Tuyến Nhân vật phụ
| Diễn viên      | Nhân vật        | Giới thiệu |
| -------------- | --------------- | --- |
| Lý Thần Hạo    | Pháp Tương      | Đệ tử Thiên Âm Tự, đạo hạnh cao thâm, cùng tiến vào Vạn Bức Cổ Quật với đám người Trương Tiểu Phàm. Vì chuyện của Phổ Trí mà vẫn luôn âm thầm quan tâm Trương Tiểu Phàm.                                                                                               |
| Nhậm Gia Luân  | Lục Vỹ Yêu Hồ   | Lục Vỹ Ma Hồ, nhi tử của Tiểu Bạch, theo Tiểu Bạch lấy được Huyền Hỏa Giám ở trong đó. Trong Hắc Thạch Động, đem Huyền Hỏa Giám giao cho Trương Tiểu Phàm. |
| Thư Sướng      | Cửu Vỹ Thiên Hồ | Cửu Vỹ Thiên Hồ hay Tiểu Bạch, tuyệt thế yêu vật tu luyện ngàn năm, bị trấn áp suốt ba trăm năm tại Huyền Hỏa Đàn của Phần Hương Cốc, được Quỷ Lệ dùng Huyền Hỏa Giám cứu ra, hóa thành nữ tử, yêu mị đến tận xương, điên đảo chúng sinh, lại có cố giao với Thú Thần. |
| Tiêu Tuấn Diễm | Kim Bình Nhi    | Là một nữ tử tuổi trẻ xuất sắc của Ma giáo Hợp Hoan Phái, từng được Tiểu Hoàn dùng giúp đỡ, từ đó hai người giống như tỷ muội. Là "Diệu công tử" của Tam công tử Ma giáo, bề ngoài yêu diễm nhu mị, thủ đoạn độc ác vô tình, tâm cơ khá sâu.                           |
| Bạch Tuyết     | Châu Tiểu Hoàn  | Là cháu gái của Chu Nhất Tiên, nhiều lần phiêu lưu cùng nhóm của Trương Tiểu Phàm, có quan hệ thân thiết với Kim Bình Nhi của Hợp Hoan Phái. |

## Nhạc phim
| Tên               | Tên tiếng Trung | Thể hiện         |
| ----------------- | --------------- | ---------------- |
| Phù Tru           | 浮诛            | Trương Kiệt      |
| Bút Mực Thời Gian | 时光笔墨        | Trương Bích Thần |
| Ly Tư             | 离思            | Hoắc Tôn         |
| Thanh Y Dao       | 青衣谣          | Úc Khả Duy       |